# Aela (mitología)
En la mitología griega, Aela o Aella (en griego, Ἄελλα, que significa "rápida como una tormenta") fue una guerrera amazona que luchó contra Heracles durante su noveno trabajo para recuperar el cinturón de la reina Hipólita. Diodoro Sículo destaca su excepcional rapidez, señalando que fue la primera amazona en cargar contra Heracles en batalla.

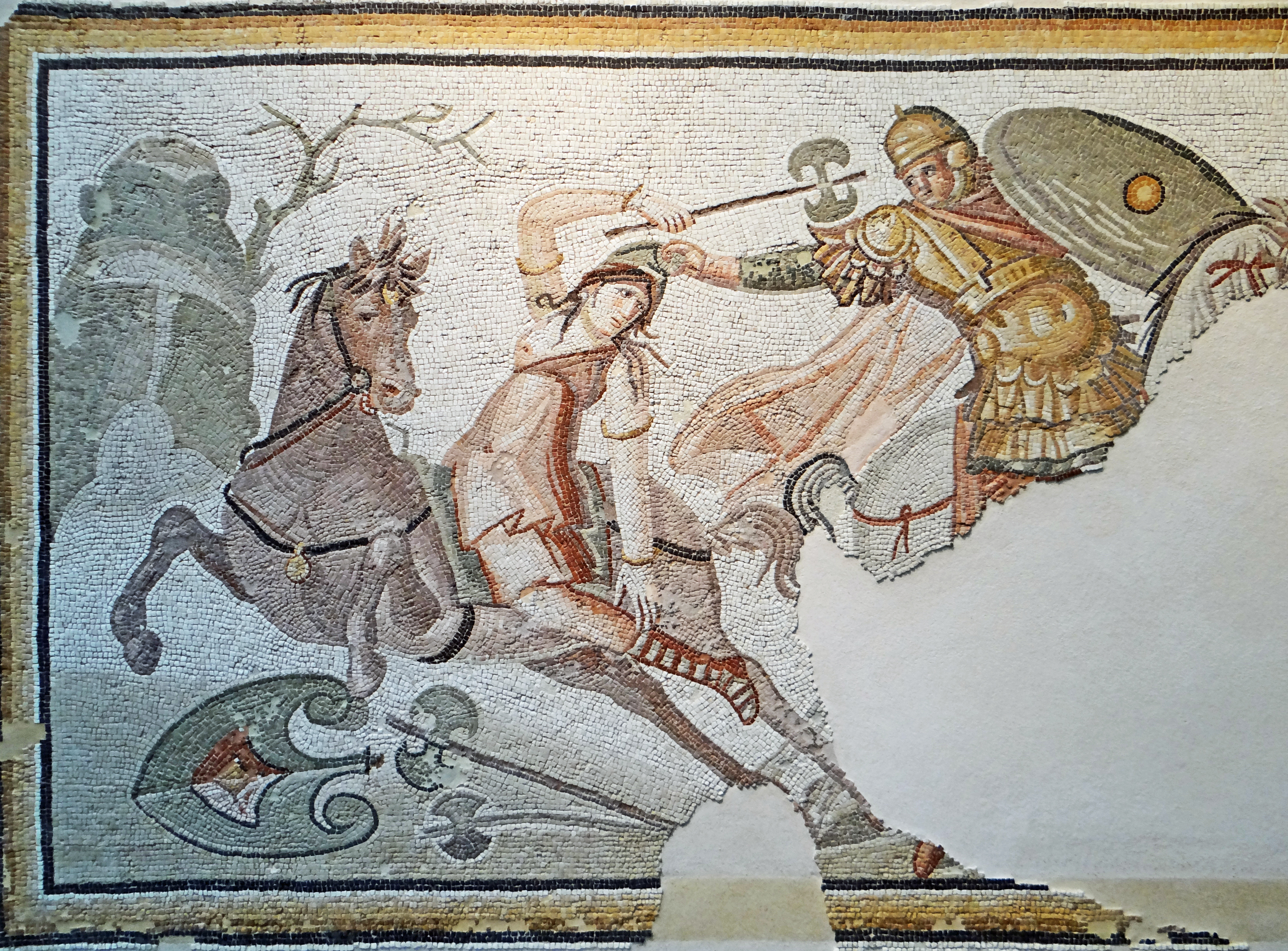
Un jinete hippeis captura a una amazona montada armada con una labrys por su gorro frigio. Este mosaico romano del, de Dafne cerca de Antioquía, se encuentra en el Museo del Louvre, París.

## Familia
Las amazonas, hijas del dios de la guerra Ares y de la ninfa Harmonía, eran conocidas como feroces e independientes mujeres guerreras. A menudo se las representaba residiendo en la región alrededor del Mar Negro, aunque la ubicación exacta de su tierra natal varía en diferentes relatos. Algunos escritores antiguos sitúan a las amazonas cerca del río Termodonte en la actual Turquía, mientras que otros sugieren Escitia o Libia.

## Mitología
El noveno trabajo de Heracles, impuesto por Euristeo, fue recuperar el cinturón de la reina Hipólita para su hija, Admete. Heracles navegó hasta la tierra de las amazonas y fue inicialmente bien recibido por Hipólita, quien admiraba su heroísmo. Sin embargo, Hera, disfrazada, incitó a las amazonas a atacar a Heracles, lo que condujo a una batalla. Aella, cuyo nombre significa "Torbellino", fue la primera en cargar contra Heracles. A pesar de su valentía, Heracles, vistiendo la piel del León de Nemea, era invencible, y Aella fue asesinada junto con otras amazonas.

## Menciones en la literatura antigua
Aella es mencionada por Diodoro Sículo en Biblioteca histórica 4.16.3:
"Ahora, la masa general de las amazonas se dispuso contra el cuerpo principal de los seguidores de Heracles, pero las mujeres más honorables se alinearon frente al mismo Heracles y presentaron una batalla obstinada. La primera, por ejemplo, en unirse a la batalla con él fue Aella, quien recibió este nombre por su rapidez, pero encontró a su oponente más ágil que ella misma."

## Legado
La historia de Aella es una de muchas que ilustran la destreza de las amazonas, cuyas habilidades marciales se han convertido en símbolos de feminidad desafiante y fuerza. Continúan inspirando representaciones en la literatura, el arte y la cultura popular hoy en día, sirviendo como poderosas representaciones de mujeres guerreras independientes.